# Daniel Kleppner
Daniel Kleppner (Nueva York, 16 de diciembre de 1932-16 de junio de 2025) fue un físico y profesor universitario estadounidense. Profesor Emeritus Lester Wolfe de Física del MIT y codirector del MIT-Harvard Center for Ultracold Atoms.

## Premios y distinciones
Fue galardonado en el 2005 con el Premio Wolf en Física, y en el 2007 con la Medalla Frederic Ives. Kleppner también ha sido galardonado con la National Medal of Science (2006). 

## Publicaciones
Junto con Robert Kolenkow, han escrito una popular introducción de un texto de mecánica para estudiantes avanzados.